# Алария съедобная
Алария съедобная (лат. Alaria esculenta) — съедобная морская водоросль, вид бурых водорослей семейства Алариевые (Alariaceae) порядка Ламинариевые (Laminariales). Традиционная еда на побережьях крайнего севера Атлантического океана; употребляется сырой или приготовленной в Гренландии, Исландии, Шотландии и Ирландии. Используется также на корм животным. Единственный из двенадцати видов рода Alaria, встречающийся как в Ирландии, так и в Великобритании.

## Описание
Вырастает до максимальной длины 2 м. Всё слоевище коричневое, состоит из отчётливой средней жилки с волнистой перепончатой пластинкой шириной до 7 см с обеих сторон. Слоевище неразветвлённое, в виде удлинённой пластины, которая сужается к концу. У основания имеется короткий стволик, возникающий из ризоидальной опоры. На ножке может быть несколько длинноланцетовидных спорофиллов булавовидной формы, до 20 см в длину и 5 см в ширину, несущих споры.
Слоевище растёт из короткого цилиндрического стволика, прикреплённого к камням с помощью ветвящихся корневидных ризоидов, и вырастает длиной примерно до 20 см. Стволик переходит в пластину, образуя длинную заметную среднюю жилку; все другие крупные и неразветвлённые бурые водоросли, встречающиеся на Британских островах, средней жилки не имеют. Пластинка тонкая, плёнчатая с волнистым краем.

## Размножение
Спорангии представляют собой булавовидные узкие листовые выросты, образующиеся у основания и растущие из ножки. Они вырастают до 20 см в длину и 5 см шириной.

## Распространение и экология

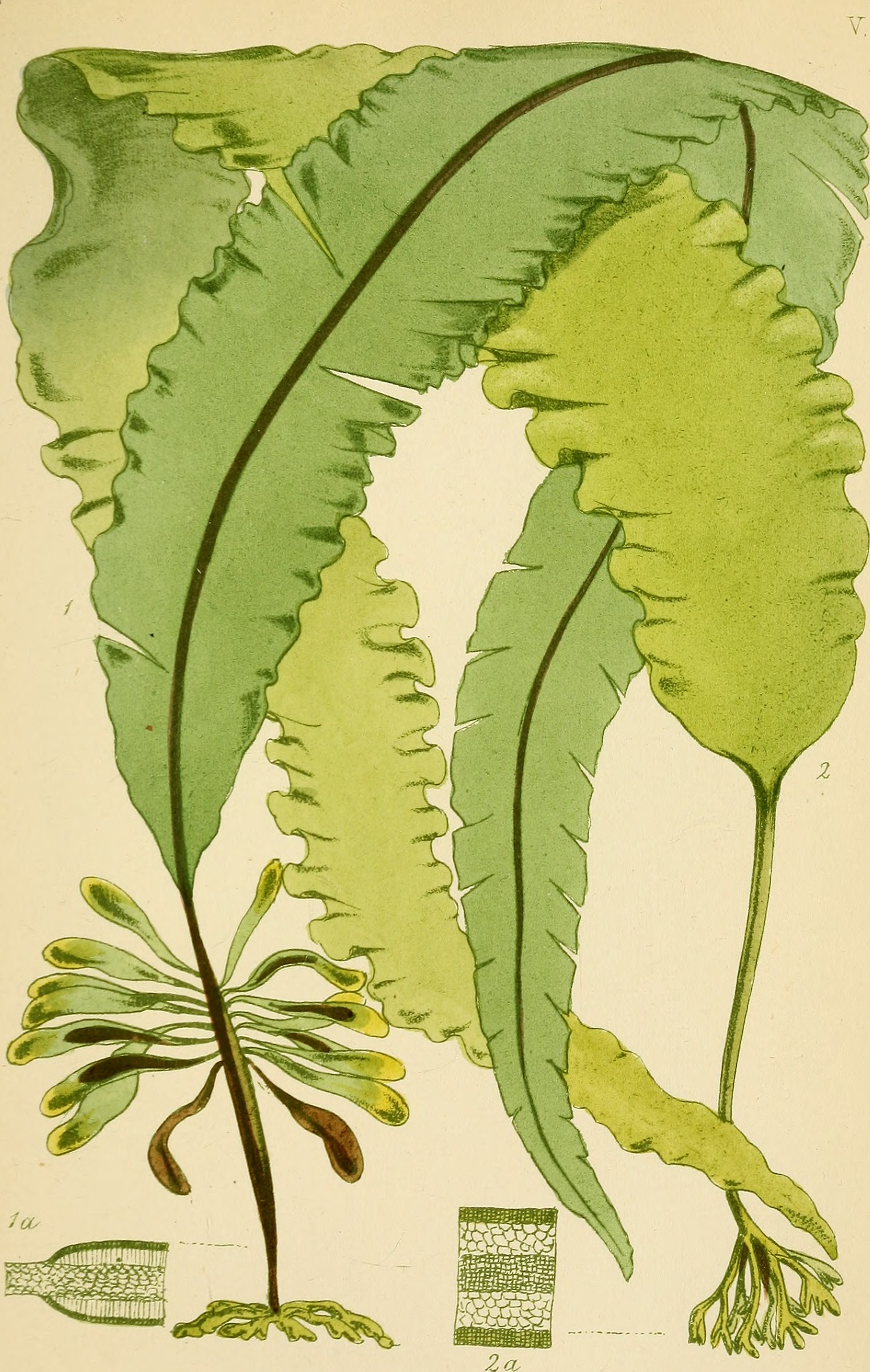

Alaria esculenta хорошо известна в Ирландии, где её называют Láir или Láracha, а также на остальных Британских островах, за исключением юга и востока Англии. Это многолетник.
Это обычные крупные водоросли на берегах, подверженных сильному волнению. Они прикрепляются к камням чуть ниже уровня отлива в литоральном «поясе ламинарий»; обычны на скалистых берегах в открытых местах. Алария съедобная имеет довольно высокую скорость роста по сравнению с другими водорослями (5,5 % в день) и пропускную способность около 2 кг влажного веса на квадратный метр. Может достигать длины около 2,5 м. В небольшой степени (+) пересекается по распространению с Fucus serratus и несколько больше с Laminaria digitata. Имеет значения ограничения низкой и высокой освещенности около 5 и 70 Вт на квадратный метр соответственно. Её распространение также ограничено соленостью, воздействием волн, температурой, высыханием и общим стрессом. Эти и другие свойства водорослей обобщены у Льюиса (1964) и Зейпа, 1980.
Из стволика развиваются листообразные спорофиллы, образующие зооспоры.
A. esculenta может вырабатывать флоротаннины и окисленные липиды в качестве защитных функций против высокой фотосинтетически активной радиации и УФ-излучения.
Является хозяином патогенного гриба Phycomelaina laminariae.

## Мировое распространение
Европа: Атлантическая Франция, Нормандские острова, Великобритания, Ирландия, Нидерланды, Гельголанд, Балтика, Исландия, Фарерские острова, Норвегия и Шпицберген. Северная Америка: Нью-Йорк, Новая Англия, Приморские провинции, Ньюфаундленд, Квебек, Лабрадор, Аляска, Канадская Арктика и Гренландия.
Азия: Япония, Корея, Курилы, Сахалин и Камчатка.